# Internet Explorer 2
Pour un article plus général, voir Internet Explorer.
Chronologie des versions
Internet Explorer 1 Internet Explorer 3
Microsoft Internet Explorer 2 est un navigateur web graphique publié par Microsoft le 27 novembre 1995 pour les plateformes Windows 95 et Windows NT et en avril 1996 pour Apple Macintosh et pour Windows 3.11. La version 2.0 a mis en avant le support du SSL, des cookies, VRML et des groupes de discussion Internet.
La version 2 a également été incluse dans le Kit de démarrage Internet pour Windows 95. En plus d'être disponible dans ce kit de démarrage, Internet Explorer 2 est aussi la première version à être incluse dans une version OEM de Windows, il est livré avec Windows 95 OSR 1. Il était possible de l'avoir en version 16 bits et 32 bits selon la version de l'OS. La version 2.1 pour Macintosh est sortie en août 1996, la version 2.0.1, la version équivalente pour Windows a été remplacée quelque temps plus tard par Microsoft Internet Explorer 3, qui a largement été modifié depuis la version 2.
La deuxième version est apparue dans 12 langues dont l'anglais mais son nombre en avril 1996 était de 24 pour Windows 95, 20 pour la version Windows 3.11 ainsi que 9 dans la version pour Macintosh. La version 2.0i supportait le support de caractère sur 2 octets. Il lui manquait plusieurs fonctionnalités qui sont apparues après dans les versions ultérieures d'Internet Explorer telles que l'intégration avec l'explorateur Windows ainsi que son logo, le e en bleu. Ses parts de marché étaient aussi nettement inférieures par rapport aux versions suivantes. Lors de sa mise en avant, le marché d'Internet Explorer a difficilement atteint plus de 9 % de parts de marché au milieu des années 1996, avant l'arrivée d'IE3,.
Internet Explorer 2 n'est plus disponible au téléchargement depuis le site de Microsoft. Par contre, une archive contenant la version 32 bits est toujours disponible au public en la téléchargeant depuis le site Evolt.org.

## Historique
La version 2 d'Internet Explorer est apparue en version bêta en octobre 1995, seulement 2 mois après que la version 1 fut introduite dans Microsoft Plus! pour Windows 95 en août. Elle est apparue en version définitive pour Windows 95 et Windows NT 3.51 dans le mois de novembre 1995 et a été livrée par défaut avec NT4 en juillet 1996. La bêta pour Mac basé sur PowerPC est apparue en janvier tandis la version finale est apparue en avril supportant cette fois les processeurs 68k ainsi que les PowerPC. La version 2 introduisait le support du SSL, des cookies, VRML, RSA et des newsgroups. La version 2 était la première version à être disponible pour les plateformes Windows 3.1 et l'Apple Système 7 même si ces versions sont apparues plus tard (en janvier 1996 pour la version 68k et en avril pour la version PocketPC). La version 2.1 pour Mac est apparue en début août 1996. La version 2 était incluse aussi dans la version OSR 1 de Windows 95 et le Kit de démarrage Internet pour Windows 95 dès le début 1996. Il a été lancé avec 12 langues incluant le français mais le nombre de langues était finalement de 24, 20, 9 pour Windows 95, Windows 3.11 et Mac respectivement en avril 1996. La version 2.0i acceptait le support de caractère sur 2 octets.
La version Mac permettait l'affichage intégré de nombreux formats multimédia dans des pages Web, tels que l'AVI, les vidéos QuickTime ainsi que des sons AIFF et WAV. La version finale est sortie trois mois plus tard, le 23 avril 1996. La version 2.1 corrigeait des bugs et améliorait la stabilité du navigateur mais, elle a aussi rajouté quelques fonctionnalités comme le support du NPAPI (première fois que l'on intègre la fonctionnalité à Internet Explorer) ou bien le format d'image Quicktime VR. AOL 3.0 pour Macintosh utilise le moteur de rendu IE 2.1 dans le navigateur qu'ils utilisent. Les versions 16 bits et 32 bits dépendent du système d'exploitation même si Windows NT est capable d'utiliser la version 16 bits pour Windows 3.11.

« Netscape a profité d'un monopole virtuel du marché des navigateurs internet (près de 90 % selon certaines estimations), et ceci leur a permis de consolider leur position encore plus loin en introduisant de façon non officielle, les balises 'extended' HTML (ndlr. aujourd'hui nommées XHTML). Cela a provoqué que le web a été découpé à cause de pages qui n'étaient visibles que lorsque Netscape était utilisé. Quand les autres navigateurs rattrapent leur retard, Netscape progresse en ajoutant encore d'autres fonctionnalités. »

— Jack Weber, MacUser 1996 (traduit de l'anglais)
IE a reproduit beaucoup des bizarreries de Netscape Navigator et permettait l'importation des favoris provenant de ce navigateur. En mai 1996, FTP Software a annoncé qu'elle proposerait certaines technologies à Microsoft pour le développement d'Internet Explorer 2.0 pour Windows 3.11, parmi ces technologies, on retrouve un client de messageries, le protocole point à point ainsi que d'autres technologies.

## Fonctionnalités
IE2 a introduit ou a amélioré de nouvelles technologies et fonctionnalité par rapport aux autres navigateurs de l'époque. Plusieurs sont devenues omniprésentes comme les cookies tandis que d'autres sont devenues obsolètes,.
- Le protocole Secure Socket Layer (SSL)[8]
- cookies[8]
- Virtual Reality Modeling Language (VRML)[8]
- groupes de discussion Internet (NNTP)[8]
- Support du JavaScript[9]
- Support des cadres (frames)[9]

## Versions

### Aperçu

#### Windows
| Version principale | Versions mineure | Date de sortie   | Changements significatifs                       | Livré avec                                          |
| ------------------ | ---------------- | ---------------- | ----------------------------------------------- | --------------------------------------------------- |
| Version 2          | Bêta 2.0         | octobre 1995     | Support des tableaux HTML et d'autres éléments. |                                                     |
| Version 2          | 2.0              | 27 novembre 1995 | SSL, cookies, VRML et les groupes de nouvelles. | Windows NT 4.0 Windows 95 OSR1 Internet Starter Kit |
| Version 2          | 2.01             |                  | Résolution de certains bugs.                    |                                                     |

#### Mac
| Version principale | Versions mineure   | Date de sortie  | Changements significatifs            |
| ------------------ | ------------------ | --------------- | ------------------------------------ |
| Version 2          | Version 2.0 (bêta) | 23 janvier 1996 | Bêta pour les PPC uniquement         |
| Version 2          | Version 2.0        | 23 avril 1996   | Support des PPC et 68k               |
| Version 2          | Version 2.1        | août 1996       | Correction de bugs; support du NPAPI |